# منتخب كوبا لكرة اليد
منتخب كوبا لكرة اليد هو الممثل الرسمي لكوبا في منافسات كرة اليد وتتم إدارته من قبل رابطة كرة اليد الكوبي.
شارك في بطولة العالم لكرة اليد للرجال 7 مرات، آخرها في 2009.